# Єсьєль Моралес
Єсьєль Моралес (16 січня 1996) — пуерториканський плавець. Учасник чемпіонатів світу з водних видів спорту 2013, 2015, 2017 і 2019 років.